# L'avventuriero della Tortuga
L'avventuriero della Tortuga è un film del 1965 diretto da Luigi Capuano.